# Lipowa Śląska
Lipowa Śląska – przystanek osobowy (do 2005 roku stacja kolejowa) w Lipowej, w województwie opolskim, w powiecie brzeskim, w gminie Grodków, w Polsce.

## Ruch pasażerski
W roku 2017 przystanek obsługiwał 10–19 pasażerów na dobę. W roku 2022 dobowa wymiana pasażerska na przystanku wynosiła 10-19 pasażerów.